# Лонница (Смоленская область)
Лонница — деревня в Смоленской области России, в Краснинском районе, относится к Гусинскому сельскому поселению (с 2017г.). Расположена в западной части области,в 26 км к северо-западу от Красного, и в 41 км к западу от Смоленска, на правом берегу Днепра. В 2 км к северо-западу от деревни - станция Красное , на железнодорожной линии Москва-Минск. Население — 397 жителей (2007 год). Бывш. административный центр Красновского сельского поселения (упраздненного в 2017г.)

## Достопримечательности
- Скульптура на братской могиле 339 воинов Советской Армии, погибших в 1941—1943 гг.
- Памятник архитектуры: два кирпичных здания XIX века
- Памятник архитектуры: Остатки водяной мельницы, нач. XX в.